# 合奏協奏曲集 作品3 (ヘンデル)

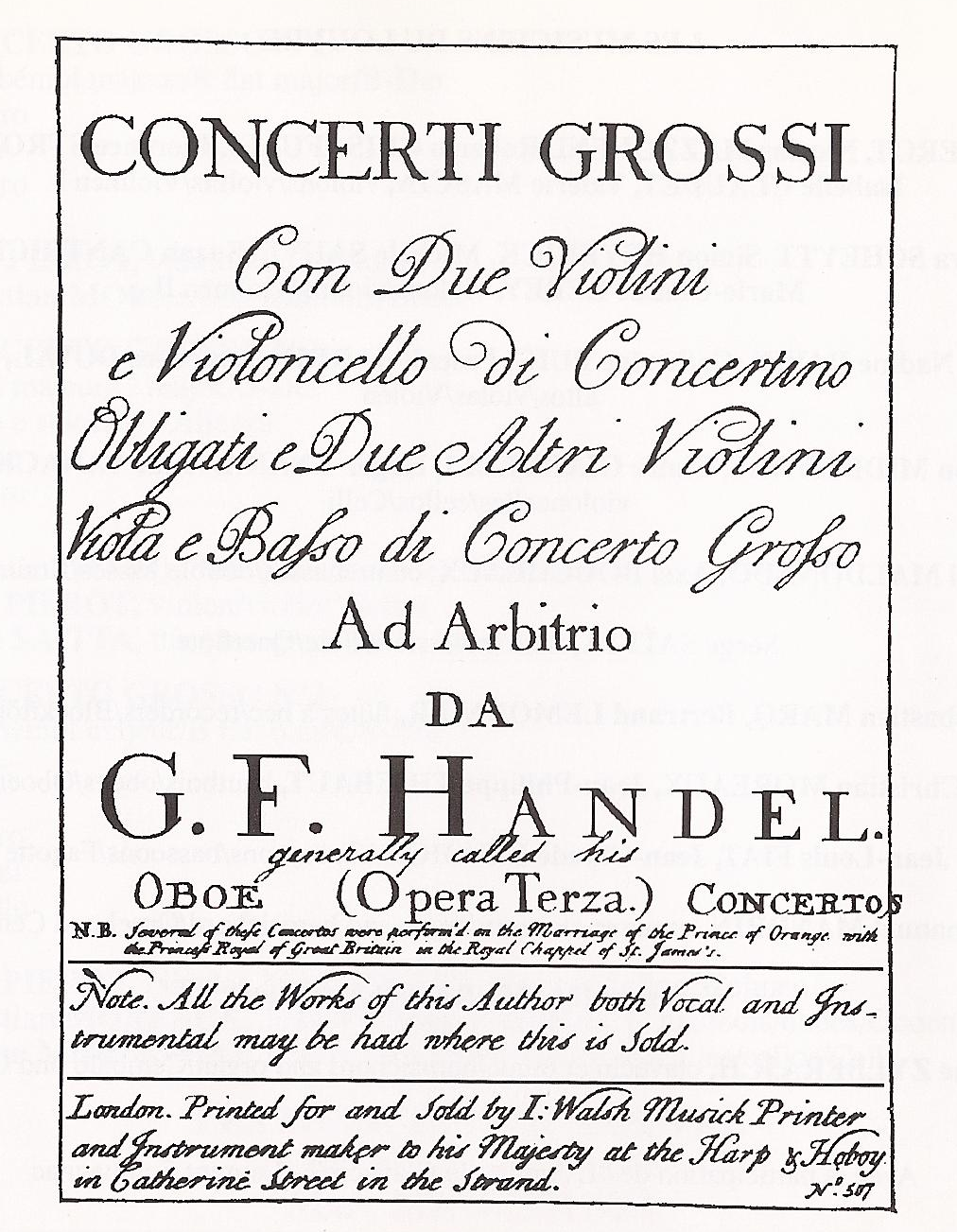
作品3の表紙に記された題はコレッリの合奏協奏曲 作品6のものを流用している。

『合奏協奏曲集 作品3』（Concerti grossi op.3）HWV 312-317は、1734年に出版されたゲオルク・フリードリヒ・ヘンデルによる6曲からなる合奏協奏曲集。
成立事情のために、もうひとつの合奏協奏曲集である作品6（1740年出版）と比べると作品としての統一性を欠くが、作品6が弦楽器のみを使用するのに対して作品3はオーボエをはじめとする木管楽器やオルガンが加わり、より豊かで多様な響きを持っている。

## 概要
作品6の合奏協奏曲集が計画的に作曲されたのに対し、作品3はロンドンの出版者ジョン・ウォルシュ（父）が、ヘンデルの既存の曲を（作曲者本人に無断で）1734年に出版したものである。初版の第4番はヘンデルの作品ですらなく、同年中に出版された改訂版で別の曲にさしかえている。このような事情のため、楽器編成や楽曲構成は曲ごと、あるいは楽章ごとに異なっている。
オラトリオ『時と悟りの勝利』（第1番）、『ブロッケス受難曲』（第2番）、オペラ『オットーネ』（第6番）、および『シャンドス・アンセム』や『シャンドス・テ・デウム』（第3番と第5番）からの転用が見られる。
出版されたのは1734年だが、曲は1710年代に作曲されたか、またはその頃の作品を後に編曲したものが多い。出版以前に独立した作品として成立していたのは1・2・4番のみで、残りは出版者が『シャンドス・アンセム』を主とする素材を集めて協奏曲に仕立てたものである。

## 内容

### 第1番変ロ長調 HWV 312
編成: オーボエ2、ファゴット2、リコーダー2（第2楽章のみ）、ヴァイオリン2、ヴィオラ2、通奏低音。
1. Allegro 2⁄2拍子
2. Largo 3⁄2拍子
3. Allegro 4⁄4拍子

急-緩-急の3楽章形式で、第1楽章は2本のオーボエとヴァイオリンが独奏楽器として活躍する。第2楽章はリコーダーとファゴットではじまり、独奏オーボエが抒情的な旋律を奏でる。第3楽章はト短調に転ずる。

### 第2番変ロ長調 HWV 313
編成: オーボエ2、ヴァイオリン2（コンチェルティーノ）、ヴァイオリン2、ヴィオラ、チェロ2、通奏低音。
1. Vivace 3⁄4拍子
2. Largo 3⁄4拍子
3. Allegro 4⁄4拍子
4. (Moderato) 3⁄8拍子
5. (Allegro) 4⁄4拍子

『ブロッケス受難曲』の序曲（全2楽章、本曲の第1・3楽章に相当）にいくつかの楽章を追加したもの。全体に組曲的で、コレッリの合奏協奏曲 作品6-8（クリスマス協奏曲）に似る。第1楽章は3拍子で、独奏ヴァイオリンが細かい音符を演奏する。第2楽章は短調で、2台のチェロの上でオーボエ独奏が旋律を奏でる。第3楽章はフーガ。第4楽章はメヌエット風舞曲。最終楽章はブレーと変奏曲。

### 第3番ト長調 HWV 314
編成: フラウト・トラヴェルソ（またはオーボエ）、ヴァイオリン（コンチェルティーノ）、ヴァイオリン2、ヴィオラ、通奏低音。
1. Largo, e staccato - Allegro 4⁄4拍子
2. Adagio 4⁄4拍子
3. Allegro 4⁄4拍子

第1楽章はごく短い序奏の後に明るいフーガがつづく。フルートとヴァイオリンが独奏楽器として活躍する。第2楽章は短調の緩徐楽章で、ごく短い。第3楽章は再びフーガで輝かしく終わる。
最初の2楽章は『シャンドス・アンセム』第7番および『シャンドス・テ・デウム』HWV 281に由来する。最終楽章はフーガ・ト長調 HWV 606に由来する。

### 第4番ヘ長調 HWV 315
編成: オーボエ2、ファゴット、ヴァイオリン2、ヴィオラ、通奏低音。
1. Andante - Allegro - Lentamente 4⁄4拍子
2. Andante 3⁄8拍子
3. Allegro 4⁄4拍子
4. Minuetto 3⁄4拍子

1716年に作曲され、6月20日にオペラ『アマディージ』の幕間で初演された。第1楽章は全奏による華やかなフランス風序曲。第2楽章はオーボエの独奏が活躍する。第3楽章は短調のフーガ。第4楽章は全奏によるメヌエットで、トリオ部はヴィオラとファゴットが主旋律を演奏する。

### 第5番ニ短調 HWV 316
編成: オーボエ2、ヴァイオリン2、ヴィオラ、チェロ、通奏低音。
1. (Largo) 3⁄4拍子
2. Fuga (Allegro) 4⁄4拍子
3. Adagio 4⁄4拍子
4. Allegro, ma non troppo 4⁄4拍子
5. Allegro 2⁄2拍子

『シャンドス・アンセム』第2番の序曲にあたる2楽章のソナタに他の曲を追加したものと考えられる。この曲には独奏部分がなく、すべて全奏による。三連符を多用した短い第1楽章に、第2楽章のフーガが続く。緩徐楽章をはさんで第4楽章はふたたび対位法的になる。第5楽章はダ・カーポ形式の速い音楽。
第1楽章にはエルガーによる管弦楽編曲（1923年）がある。

### 第6番ニ長調 HWV 317
編成: オーボエ2、ヴァイオリン2、ヴィオラ、ファゴットおよびチェロ、オルガン。
1. Vivace 4⁄4拍子
2. Allegro 3⁄8拍子

第1楽章はおそらく1726年にオペラ『オットーネ』中のシンフォニアとして作曲された。第1楽章は弦楽の序奏についで2本のオーボエの独奏的なパッセージが演奏される。2本のオーボエとファゴットによる三重奏部分が印象的である。ニ短調の終楽章はオルガン協奏曲集作品7第4番 HWV 309の終楽章と同一で、独奏オルガンが活躍する。同じ旋律はオペラ『忠実な羊飼い』初稿HWV 8a（1712年初演）序曲の第6楽章、ハープシコード組曲第1集第3番 HWV 428にも出現する。